# Пасківщина
Паскі́вщина — село в Україні, у Броварському районі Київської області. Населення становить 544 особи. Входить до Згурівської селищної громади.

## Історія
Вперше згадується 1781. Входила до Басанської сотні Переяславського полку, до Козелецького повіту (1782-96), до Пирятинського повіту (1797-1802), до Прилуцького повіту (1802-1923), до Турівського району Прилуцького округу (1923-30). 
1781 в хуторі - 54 хати «посполитих власницьких, різночинських і козачих підсусідків». 
1797 налічується  267 душ чоловічої статі податкового населення. 
1859 - вже село; 157 дворів, 1038 ж. Паськівщина належала Вас. Петр. Кочубею. 1861-66 селяни  підпорядковані Оржицькому Волосному правлінню тимчасовозобов'язаних селян (козаків не було).  
У 1870-х роках  власником Пасківщини став Кочубей, який спорудив у селі економію. За панування Кочубея в селі збудовано церкву, яка була його справжньою окрасою.
Після реорганізації волостей село 1867 увійшло до Турівської вол. 3-го стану. 1886 - 260 дворів селян-власників, 1 двір міщан, 273 хати, 1461 ж. 1892 збудована дерев. Василівська церква (приписана до Успенської церкви с. Оржиці). При ній змішана церковнопарафіяльна школа. 1910-315 госп., з них селян - 309, євреїв -1,ін. непривілейованих - 2, привілейованих 3, наліч. 1719 ж., ут.ч. 7 теслярів, 9 кравців, 6 шевців, 2 ковалі, 1 слюсар, 137 ткачів, 2 візники, 61 поденник, 10 займалися інтелігентними та 180 - іншими неземлеробськими заняттями, все інше доросле населення займалося землеробством. 894 десятин придатної землі. Землевласниками були поміщик Є. Кошелевата та інші. 1912 - 1641 мешканець.
У 1923 - 30 pp. - центр сільради. 1925 - 419 дворів, 2084 жителів; 1930 - 441 двір, 2084 жителів. 
У 1917 р. після Жовтневого перевороту селяни пограбували і зруйнували маєток поміщика. У 1920 остаточно встановлено радянську владу.
Село постраждало від геноциду українського народу Голодомору 1932-33 рр. Кількість загиблих - 300 осіб.
На початку німецько-радянської війни усіх чоловіків мобілізцвали до сталінської армії. Наприкінці 1941 р. село захопили німецькі війська. А реокупували росіяни в 1943 році. 
Після аварії на ЧАЕС у 1986 році населення села Стечанка Іванківського району Київської області було сюди переселено. У 1986 році збудовано Чорнобильське поселення для осіб, які постраждали від аварії на ЧАЕС.  
З 1986 по 2020 рік село було в складі Згурівського району. 17.07.2020 р. ввійшло до складу Броварського району, Згурівської селищної громади.

## Географія
Паськівщина розташовується на правому березі р. Перевод (правої прит. р. Удаю), за 5 км від села Турівка. На південному заході від села розташовується річка Гнила Оржиця, що бере початок біля села Щасливе. До міста Київ автошляхами становить 124 км., а до центру громади смт Згурівки 18 км.

## Відомі мешканці

### Уродженці
- Кирій Іван Іванович — український письменник, прозаїк.